# Liste der Kirchengebäude im Dekanat Eggenfelden
Die Liste der Kirchengebäude im Dekanat Eggenfelden listet die Kirchengebäude im Dekanat Eggenfelden im Bistum Regensburg.

## Liste der Kirchengebäude
| Bild | Pfarrkirche                            | Ort                                                                 | Filialkirchen | Pfarrverband  |
| ---- | -------------------------------------- | ------------------------------------------------------------------- | --- | ------------- |
|      | Pfarrkirche St. Nikolaus und Stephan   | Eggenfelden Liste der Baudenkmäler in Eggenfelden                   | Filialkirche St. Andreas in Pischelsberg Filialkirche St. Sebastian in Sankt Sebastian Nebenkirche St. Antonius in Eggenfelden (Franziskanerkirche) Nebenkirche Hl. Geist in Eggenfelden (Spitalkirche) Nebenkirche Unserer Lieben Frau in Eggenfelden (Friedhofskirche) Kapelle St. Anna in Eggenfelden | Eggenfelden   |
|      | Expositur St. Michael                  | Kirchberg in Eggenfelden                                            | Nebenkirche St. Petrus in Peterskirchen | Eggenfelden   |
|      | Pfarrkirche St. Laurentius             | Falkenberg Liste der Baudenkmäler in Falkenberg                     | Filialkirche Mariä Himmelfahrt in Wald | Falkenberg    |
|      | Expositur St. Valentin                 | Diepoltskirchen in Falkenberg                                       | Nebenkirche St. Stephanus in Horading | Falkenberg    |
|      | Pfarrkirche Mariä Himmelfahrt          | Taufkirchen in Falkenberg                                           | Nebenkirche St. Martin in Heißprechting | Falkenberg    |
|      | Expositur St. Margareta                | Rattenbach in Rimbach Liste der Baudenkmäler in Rimbach             | Nebenkirche Mariä Opferung in Dietring Nebenkirche St. Laurentius in Rimbach | Falkenberg    |
|      | Pfarrkirche Mariä Himmelfahrt          | Gangkofen Liste der Baudenkmäler in Gangkofen                       | Wallfahrtskirche St. Salvator in Heiligenstadt Nebenkirche St. Martin in Heiligenbrunn Nebenkirche St. Ursula in Kurthambach Nebenkirche St. Nikola in Sankt Nikola Nebenkirche St. Maria Magdalena in Seemannshausen Nebenkirche St. Georg in Wiedersbach                                               | Gangkofen     |
|      | Benefizium Mariä Heimsuchung           | Angerbach in Gangkofen                                              | Filialkirche St. Martin in Dirnaich | Gangkofen     |
|      | Pfarrkirche St. Vitus                  | Obertrennbach in Gangkofen                                          | Nebenkirche Mariä Heimsuchung in Wettersdorf | Gangkofen     |
|      | Pfarrkirche St. Simon und Judas        | Reicheneibach in Gangkofen                                          | Nebenkirche St. Ulrich in Sallach (Schlosskapelle) | Gangkofen     |
|      | Pfarrkirche St. Emmeram                | Hebertsfelden Liste der Baudenkmäler in Hebertsfelden               | Nebenkirche St. Koloman in Kaltenberg Nebenkirche St. Maria in Prienbach Nebenkirche St. Jakobus der Jüngere in Rottenstuben | Hebertsfelden |
|      | Expositur St. Philipp und Jakob        | Niedernkirchen in Hebertsfelden                                     | Nebenkirche St. Barbara in Unterhausbach | Hebertsfelden |
|      | Pfarrkirche St. Stephan                | Massing Liste der Baudenkmäler in Massing                           | Wallfahrtskirche Mariä Heimsuchung in Anzenberg Nebenkirche Schmerzhafte Mutter Gottes in Massing (Marktkapelle) Nebenkirche St. Nikolaus in Moosvogl | Massing       |
|      | Pfarrkirche St. Johannes der Täufer    | Oberdietfurt in Massing                                             | Nebenkirche St. Peter und Paul in Hochholding Nebenkirche St. Ulrich in Mainbach Nebenkirche St. Jakobus der Ältere in Morolding Nebenkirche St. Martin in Wolfsegg | Massing       |
|      | Expositur St. Martin                   | Huldsessen in Unterdietfurt Liste der Baudenkmäler in Unterdietfurt | Nebenkirche St. Alexius in Handwerk | Massing       |
|      | Pfarr- und Wallfahrtskirche St. Corona | Staudach in Massing                                                 | Nebenkirche St. Maria Magdalena in Bergham Nebenkirche St. Philipp und Jakob in Engersdorf Nebenkirche St. Emmeram in Saulorn | Massing       |